# Three Weeks
Three Weeks és una pel·lícula muda de la Goldwyn Pictures dirigida per Alan Crosland protagonitzada per Aileen Pringle i Conrad Nagel. La pel·lícula, basada en la novel·la homònima d'Elinor Glyn adaptada per June Mathis i Carey Wilson, es va estrenar el 10 de febrer de 1924.

## Argument
La reina de Sardalia, mal casada amb el brutal rei Constantine II, decideix abandonar-lo i marxar de viatge a Suïssa. Allà coneix Paul Verdayne, un jove noble anglès que esdevé el seu amant. El rei envia els seus sequaços a assassinar Paul però aquest aconsegueix escapar. Passades tres setmanes la reina s’acomiada de Paul sense revelar-li la seva identitat. Passen tres anys i la reïna el fa cercar. Els amants es troben de nou però el rei s’assabenta i mata la reina per gelosia. Al seu torn, el rei és mort per un criat. Passen els anys i Paul esdevé un gran estadista. De visita a Sardalia pot veure el seu fill que ha esdevingut el rei del país.

## Repartiment
- Aileen Pringle (la reina)
- Conrad Nagel (Paul Verdayne)
- John St. Polis (rei Constantine de Sardalia)
- H. Reeves-Smith (Sir Charles Verdayne)
- Stuart Holmes (Petrovich)
- Mitchell Lewis (Vassili)
- Robert Cain (Verchoff)
- Nigel De Brulier (Dimitri)
- Claire de Lorez (Mitze)
- Dale Fuller (Anna)
- Helen Dunbar (Lady Henrietta Verdayne)
- Alan Crosland Jr. (el jove rei de Sardalia)
- Joan Standing (Isabella)
- William Haines (capellà)
- George Tustain (capità de la guàrdia)